# Shahnaz Pahlavi

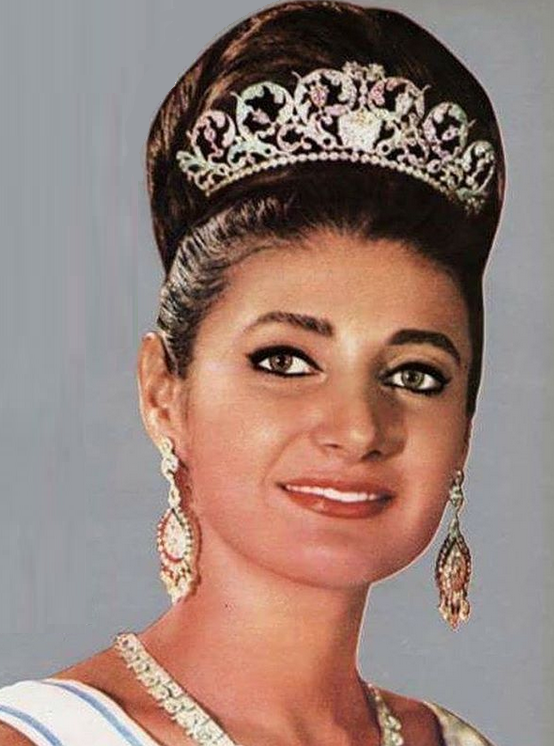
Prinses Shahnaz Pahlavi

Shahnaz Pahlavi ook gespeld als Sjahnaz Pahlavi (Perzisch: شهناز پهلوی  Teheran, 27 oktober 1940) is de enige dochter van Mohammed Reza Pahlavi van zijn eerste vrouw Fawzia. Ze is de kleindochter van koning Foead I van Egypte en sjah Reza Pahlavi van Iran (Perzië).
Het huwelijk tussen haar vader en moeder was niet liefdevol en in 1945 scheidden ze. Deze scheiding werd pas drie jaar later in Iran erkend en een van de voorwaarden was dat Shahnaz in Iran zou opgroeien. Via de derde vrouw van haar vader, Farah Diba, heeft Shahnaz nog twee halfbroers en twee halfzussen.
In 1957 trouwde ze met Ardeshir Zahedi, die dat jaar ambassadeur werd voor Iran in de Verenigde Staten. Na zeven jaar huwelijk gingen ze uit elkaar. Zij kregen één dochter, Zahra Mahnaz (2 december 1958).
In februari 1971 hertrouwde Shahnaz met Prins Khosrow Jahanbani uit de dynastie der Kadjaren. Zij kregen een zoon, Keykhosrow (1971), en een dochter, Fawzieh (1973).